# Lieselotte Finke-Poser

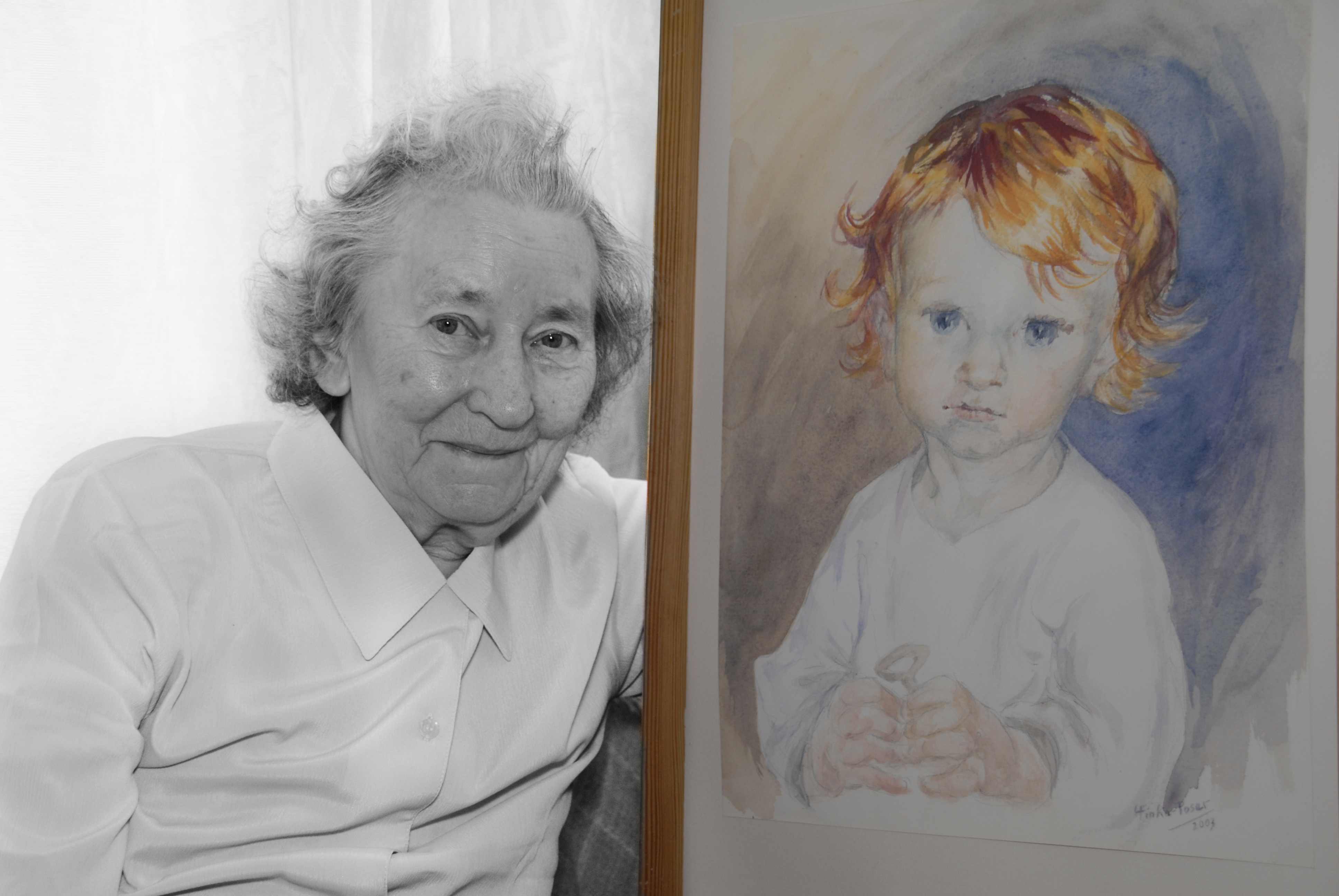
Porträt Lieselotte-Finke-Poser

Lieselotte Finke-Poser (* 29. Dezember 1925 in Hessisch Lichtenau; † 10. April 2025 in Radebeul) war eine deutsche Malerin und Grafikerin.

## Leben
Von 1933 bis 1945 besuchte sie Schulen in Meuselwitz und Leipzig. 1945 begann sie mit der Porträtmalerei, legte aber 1945 zunächst ihr Abitur an der Max-Klinger-Schule in Leipzig ab. Danach studierte sie an der Universität Leipzig als Gasthörerin Kunstgeschichte. Durch Lektor Vetter erhielt sie dort weitere Aufgaben und Anregungen. Sie bekam Privatunterricht beim Ehepaar Herbert und Johanna Hauschild. Weiterhin besuchte sie die Abendschule an der Hochschule für Grafik und Buchkunst Leipzig bei Walter Buhe. Als eine von zwei Frauen in der Kunst bestand sie die Aufnahmeprüfungen und begann ihre Studienzeit an der Hochschule für Grafik und Buchkunst Leipzig, die sie 1950 beendete. Bereits 1946 erhielt sie die Anerkennung als freischaffende Malerin und Grafikerin.
1950 heiratete sie den Flötisten Willi Finke in Leipzig, mit dem sie 1953 nach Radebeul zog, wo 1954 Sohn Max geboren wurde.
Ab 1950 arbeitete Finke-Poser als Illustratorin für Verlage in Leipzig, Berlin, Pößnek, Rostock und Dresden. Finke-Poser fertigte bis 1985 wissenschaftliche Illustrationen für das Bibliographische Institut Leipzig, große Lehrtafeln für Sendungen im DDR-Fernsehen (bspw. Der Fischkoch), Plakate und Quartette und wissenschaftliche Illustrationen für den Akademie-Verlag Berlin. Sie war Mitglied des Verbands Bildender Künstler der DDR.
Ab 1961 begann sie mit christlichen Themen, zuerst in der Technik des Linolschnitts, später auch als Aquarelle und Öl. Es folgten drei Passions-Zyklen und der Zyklus Der Weg des Todes und der Weg des Lebens. Die Zyklen Vietnam-Zyklus und Kinder in unserer Welt behandeln politische Themen. Von 1976 bis 1977 leitete sie den Mal- und Zeichenzirkel des Druckmaschinenwerks VEB Planeta Radebeul im Kulturhaus der Druckmaschinenwerker am Heiteren Blick. Seit 1990 nahm sie die Landschaftsmalerei wieder auf. Sie war Mitbegründerin des Radebeuler Grafikmarkts.
Finke-Poser fertigte neben ihrer Malerei Holz- und Linolschnitte sowie Radierungen und Lithografien.

## Ehrungen
2022: Kunstpreis der Großen Kreisstadt Radebeul für ihr „umfangreiches künstlerisches Schaffen, das auf vielfältige Weise Radebeuler Motive aufgreift und spiegelt.“ Überreicht wurde der Preis durch Oberbürgermeister Bert Wendsche.

## Werke (Auswahl)

### Druckgrafik (Auswahl)
- Diskriminiert (Linolschnitt, um 1966)[2]

### Buchillustrationen
- Fische in Bach und Teich, von Heinz Geiler. Jugendbuchverlag 1951.
- Das kleine Buch von Schlangen, Echsen und Lurchen von Rudolf Haupt. Jugendbuchverlag. 1952.
- Geschichten von der Atmosphäre. E. Wunderl.Verl.1953/Jugendbuchreihe: Erlebte Welt, Bd. 19 1953.
- Silberne Ernte. Jugendbuchreihe „Erlebte Welt“ Band 20 Jugendbuchverl. E. Wunderlich 1953.
- Fabel weisen der Tiefsee. Jugendbuchverlag Ernst Wunderlich 1955.
- Ich weiß etwas: Tierbeobachtungen im Zoo. Jugendland-Verlag 1978.
- Tiere kamen zu uns. Jugendbuchverlag Ernst Wunderlich 1953.
- Ich weiß etwas: Tierbeobachtungen am Wege. Jugendland-Verlag 1975.
- Ich weiß etwas: Tierbeobachtungen am Wasser. von Waldemar Schulz, Jugendland Verlag 1975.
- Radebeul verführt. von Lieselotte Finke-Poser und Angela Schöne, Notschriften Verlag.2012

## Ausstellungen (unvollständig)

### Einzelausstellungen
- 1974: Kulturhaus „Heiterer Blick“ (Radebeul)
- 1975: Kreuzkirche (Dresden)
- 1975: Kulturhaus des Kreiskrankenhauses (Arnsdorf)
- 1976: Kleine Galerie im Unionshaus (Dresden)
- 1977: Kleine Galerie des Kulturbunds in Grimma (Kinderbildnisse und Tierstudien)
- 1977: Kreuzkirche (Dresden)
- 1979: Petri-Kirche (Karl-Marx-Stadt)
- 1984: Petri-Kirche (Karl-Marx-Stadt)
- 1985: Johanneskirche (Karl-Marx-Stadt)
- 1993: Hygiene-Museum (Dresden)
- 1995: Friedenskirche zu Radebeul
- 2000: Stadtgalerie Radebeul
- 2001: Dreikönigskirche (Dresden)
- 2001: Frauenkirche (Meißen) – „Menschenbilder“
- 2003: Galerie in der Sparkasse, Radebeul
- 2006: Johann-Sebastian-Bach-Haus Moritzburg
- 2009: Friedenskirche zu Radebeul
- 2009: „Zwiegespräch“ Dreikönigskirche Dresden
- 2010: Zittau, Chemnitz, Radebeul
- 2011: Buchbinderei Kruschel (Radebeul)
- 2015: Mit Freude am Leben (Landesbühnen Sachsen)
- 2015: Jung und Alt (Familienzentrum Radebeul)

### Teilnahme an Gruppenausstellungen
- 1960: Berlin, Pavillon der Kunst („Frauenschaffen und Frauengestalten in der bildenden Kunst. 50 Jahre Internationaler Frauentag“)
- 1966 und 1974: Dresden, Bezirkskunstausstellungen
- 1972/1973: Dresden, VII. Kunstausstellung der DDR